# Chaetodon semilarvatus
Chaetodon semilarvatus hay cá bướm má xanh là một loài cá biển thuộc chi Cá bướm (phân chi Rabdophorus) trong họ Cá bướm. Loài này được mô tả lần đầu tiên vào năm 1831.

## Từ nguyên
Từ định danh semilarvatus được ghép bởi hai âm tiết trong tiếng Latinh: tiền tố semi ("một nửa") và larvatus ("mang mặt nạ"), hàm ý đề cập đến vệt xanh chỉ che phủ một phần mặt của loài cá này.

## Phạm vi phân bố và môi trường sống
C. semilarvatus có phân bố giới hạn ở khu vực Biển Đỏ và vịnh Aden; một số cá thể lang thang được bắt gặp dọc theo bờ biển phía nam Oman. Mẫu định danh của C. paucifasciatus được thu thập ngoài khơi Massawa (Eritrea) và Al Luḩayyah (Yemen).
C. semilarvatus sống tập trung ở những khu vực mà san hô phát triển phong phú trên các rạn viền bờ, độ sâu đến ít nhất là 20 m.

## Mô tả

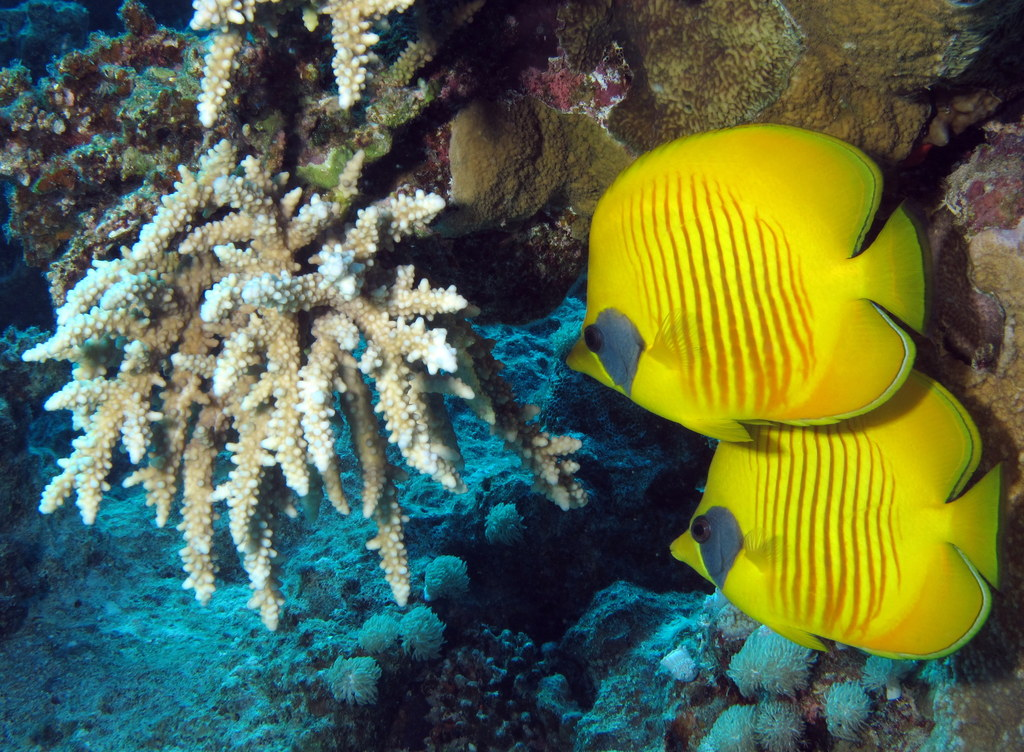
Một cặp C. semilarvatus

C. semilarvatus có chiều dài cơ thể lớn nhất được ghi nhận là 23 cm. Loài này có dạng hình tròn, màu vàng, hai bên thân có những vệt sọc dọc màu đỏ cam. Ngay sau mắt có một mảng màu xanh lam xám, vùng màu này lan rộng sang nắp mang và má. Dọc theo rìa vây lưng và vây hậu môn có một đường sọc mảnh màu xanh đen; phần rìa vây cũng có màu vàng nhạt hơn. Rìa sau của vây đuôi có dải màu nâu.
Số gai ở vây lưng: 13; Số tia vây ở vây lưng: 26; Số gai ở vây hậu môn: 3; Số tia vây ở vây hậu môn: 21; Số tia vây ở vây ngực: 15; Số gai ở vây bụng: 1; Số tia vây ở vây bụng: 5.

## Sinh thái học
C. semilarvatus phụ thuộc hoàn toàn vào nguồn thức ăn là san hô. C. semilarvatus thường sống thành đôi (đặc biệt là vào thời điểm sinh sản) và có thể hợp thành đàn lên đến 20 cá thể.
C. semilarvatus đôi khi được bắt gặp đang bơi lơ lửng ở một vị trí cố định trong khoảng thời gian dài dưới tán của san hô Acropora.

## Phân loại học
Trong phân chi Rabdophorus, C. semilarvatus hợp thành nhóm chị em với các loài Chaetodon falcula, Chaetodon ulietensis, Chaetodon lineolatus và Chaetodon oxycephalus dựa theo kết quả phân tích phát sinh chủng loại phân tử.

## Thương mại
C. semilarvatus được thu thập trong ngành kinh doanh cá cảnh nhưng không phổ biến.